# Oozetetes magniclavatus
Oozetetes magniclavatus är en stekelart som först beskrevs av William Harris Ashmead 1904.  Oozetetes magniclavatus ingår i släktet Oozetetes och familjen hoppglanssteklar. Inga underarter finns listade i Catalogue of Life.